# Croce commemorativa del IV Corpo d'armata
La croce commemorativa del IV Corpo d'armata fu una medaglia non ufficiale realizzata per iniziativa privata, rivolta a tutti coloro che avessero militato nel IV Corpo d'armata dell'esercito italiano durante la guerra d'Etiopia.

## Insegne
- La medaglia era costituita da una croce greca in bronzo smaltata di verde, avente al centro l'aquila romana con le ali spiegate caricata in petto dello scudo di Savoia e recante tra le zampe un cartiglio con l'indicazione "IV° CORPO D'ARMATA A.O.". Il retro era piano senza smalti con la scritta in rilievo "DEPOSITATO A TERMINI DI LEGGE STAB. ARTISTICI FIORENTINI FIRENZE", relativa al deposito del brevetto da parte della ditta fabbricante.
- Il nastro era verde.